# Tenebroides tenuistriatus
Tenebroides tenuistriatus is een keversoort uit de familie schorsknaagkevers (Trogossitidae). De wetenschappelijke naam van de soort werd in 1910 gepubliceerd door Henry Clinton Fall.